# Nutella

Logo Nutella

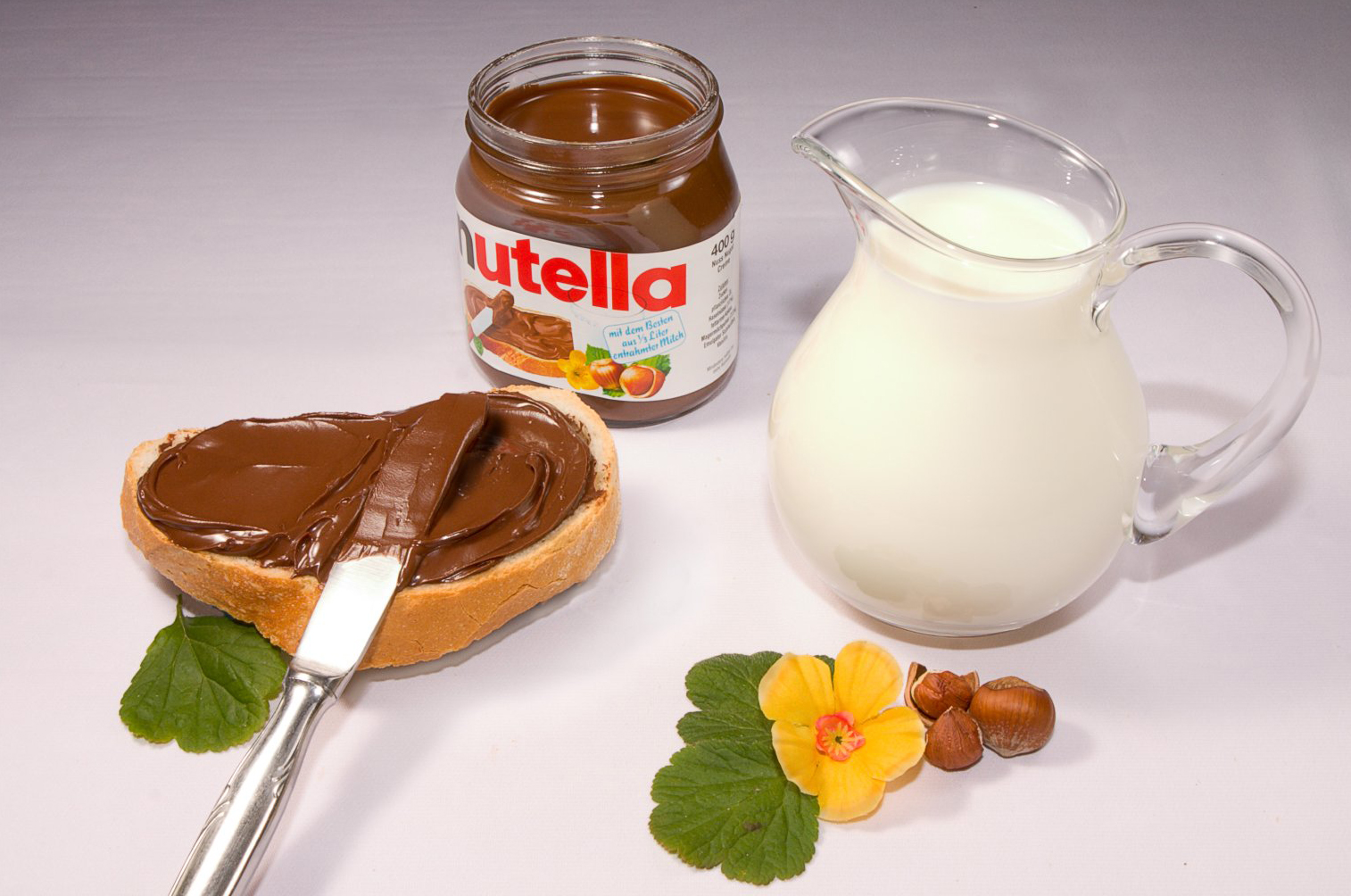
Nutella

Nutella – krem cukrowo-tłuszczowy z dodatkiem orzechów laskowych i kakao produkcji włoskiej firmy Ferrero. Jest wykorzystywany do kanapek, ciastek, ciast (w tym tortów) i wielu innych słodkich wyrobów spożywczych.
Światowy Dzień Nutelli jest obchodzony 5 lutego.

## Składniki
Składniki Nutelli: cukier, olej palmowy, orzechy laskowe (13%), kakao w proszku o obniżonej zawartości tłuszczu (7,4%), mleko odtłuszczone w proszku (6,6%), serwatka w proszku, emulgator: lecytyny (soja); wanilina.